# 国民议会 (塞尔维亚)
国民议会（羅馬化：Narodna skupština，塞爾維亞-克羅埃西亞語發音：[nǎːrodnaː skûpʃtina]）是塞尔维亚的一院制立法机构。由250名根据比例代表制选举产生的议员组成，任期四年。现任国会议长安娜·布尔纳比奇自2024年3月20日起上任。

## 简介
由于该国实行议会制，因此国会有最高权力，并选举产生政府内阁成员，所有決定均採相對多數制，但修改憲法則需要三分之二的同意票。
国民议会在位于贝尔格莱德的塞尔维亚国会大厦内召开。